# منطقة كازبيكوفسكي
منطقة كازبيكوفسكي (بالروسية: Казбе́ковский райо́н) هي منطقة إدارية وبلدية (رايون)، واحدة من إحدى وأربعين منطقة في جمهورية داغستان، روسيا.